# Aurore Évain
Aurore Évain est une actrice, écrivaine, dramaturge, metteuse en scène et chercheuse française.

## Biographie

### Jeunesse et formation
Après un baccalauréat littéraire obtenu avec mention très bien, elle se consacre au théâtre. Parallèlement à sa formation de comédienne aux Conservatoires des Xe, VIe et XIIIe arr. de Paris, elle suit le cursus d’Études théâtrales de la Sorbonne Nouvelle, avec une spécialisation en histoire de l’Ancien Régime .

### Carrière littéraire
En 1998, elle écrit sa première pièce Femmes d’attente, mise en scène par Stéphan Druet et représentée au Bouffon Théâtre. Elle y interprète le rôle d’Aura. La pièce reçoit l’intérêt de la critique, et est lauréate du concours théâtral de la Sorbonne Nouvelle. Elle joue également dans plusieurs spectacles classiques et contemporains, mis en scène par Stéphan Druet, Jean-Louis Bihoreau, Sophie Caffarel.
Dans le même temps, elle commence une recherche sur l’histoire des femmes de théâtre, qui dès 1995, est pionnière sur l’apparition des actrices en Europe. Achevé en 1997, son mémoire de maîtrise est sélectionné pour le Prix de la Chancellerie des universités de Paris. Elle s’intéresse ensuite, dans le cadre de son doctorat, aux premières autrices de théâtre professionnelles, sous l’Ancien Régime. À cette occasion, elle met en lumière l’histoire du mot « autrice », et entame l’édition de leurs pièces, en collaboration avec deux universitaires américains, Henriette Goldwyn et Perry Gethner.
En 2010, elle adapte le roman de Norma Huidobro, Le Lieu perdu, qu’elle met en scène, lors du festival Nuits d’Été Argentines (Paris).
Elle rejoint en 2012 le Mouvement HF pour l’égalité femmes-hommes dans les arts et la culture, où elle est à l’initiative des Journées du Matrimoine,. Elle donne régulièrement des conférences et lectures sur le matrimoine théâtral, en France et à l’étranger, et en 2021 participe en tant que lectrice au cycle "Autrices oubliées", à la Bibliothèque nationale de France, aux côtés des chercheuses Edwige Keller-Rahbé et Justine Mangeant,.
En 2014, elle fonde la Compagnie La Subversive, dont elle est directrice artistique. Elle monte en 2015 Le Favori, de Madame de Villedieu, première reprise en France de cette tragi-comédie jouée en 1665 par la troupe de Molière. Créé à La Ferme de Bel Ébat – Théâtre de Guyancourt, le spectacle est sélectionné en 2016 par le Festival international de théâtre classique d’Almagro.
En 2015, elle est à l'initiative des premières journées du matrimoine lancées par le Mouvement HF pour l'égalité femmes-hommes dans la culture.
En 2016, elle devient artiste associée du Théâtre des Îlets – CDN de Montluçon. En 2018, La Ferme de Bel Ébat – Théâtre de Guyancourt lui confie également une résidence artistique de 4 ans, consacrée au matrimoine. Elle y crée, en novembre 2019, La Folle Enchère de Madame Ulrich, première comédie publiée par une femme et représentée à la Comédie-Française (1690).
En 2020, elle conçoit un spectacle Mary Sidney alias Shakespeare, adapté d'un essai de la chercheuse Robin P. Williams (en), Sweet Swan of Avon. Did a Woman Write Shakespeare? présentant la thèse, documentée, selon laquelle Mary Sidney Herbert, comtesse de Pembroke, serait l'autrice des œuvres de Shakespeare,,. Elle l'adapte sous la forme d'un essai autofictionnel pour le grand public, qui paraît en 2024 chez Talents Hauts, dans une nouvelle collection intitulée "Alias, des essais d'un autre genre",. Il reçoit le Prix Pandore, créé à l'initiative de La Maison de Colette, et le prix Coup de Coeur INfluencia.
En 2021, elle participe, aux côtés de plusieurs théâtres, dont La Ferme de Bel Ebat - Théâtre de Guyancourt, Le Vivat d'Armentières et le Théâtre des Îlets, à la création d' « Édifier notre Matrimoine », un réseau de production et diffusion du matrimoine dans le spectacle vivant.
En 2021 et 2022, elle crée deux spectacles « jeune public » autour des Fables de Marie de France et des contes de fées de Marie-Catherine d'Aulnoy.
En 2024, elle remet en scène avec sa compagnie La Subversive, Laodamie, reine d'Epire, de Catherine Bernard, première tragédie écrite par une autrice et jouée à la Comédie-Française. Elle n'avait pas été remontée depuis 335 ans.

## Engagement

### Place des femmes
Elle s'applique à mettre en valeur la place aux femmes dans le théâtre,,.

### Notion de matrimoine
Elle milite pour la reconnaissance des notions de « matrimoine », (héritage de la mère) et matrimoine culturel, à l'instar de celle de patrimoine (héritage du père) et patrimoine culturel.

## Publications
- Lettre à l'écrivain qui a changé ma vie, Gallimard "Télérama", coll. « Collection Page blanche », 1992 (ISBN 978-2-07-056745-4), p. 11-12
- Anne Martin-Fugier, « Aurore EVAIN, L'apparition des actrices professionnelles en Europe, Paris, L'Harmattan, coll. Univers Théâtral, 2001, 241 p. », Clio. Femmes, Genre, Histoire, no 17,‎ 1er avril 2003, p. 278–279 (ISSN 1252-7017, DOI 10.4000/clio.598, lire en ligne, consulté le 9 février 2024)
- « Les autrices de théâtres et leurs oeuvres dans les dictionnaires dramatiques du XVIIIe siècle », SIEFAR (Société Internationale pour l'Etude des Femmes de l'Ancien Régime),‎ juin 2003 (lire en ligne).
- « Mlle de Saint-Léger, "femme écureuil" et autrice de théâtre », Revue des Études rétiviennes, 37, déc. 2005, p. 173-220.
- « Les reines et princesses de France, patronnes et mécènes du théâtre au XVIe siècle », dans K. Wilson-Chevalier, avec la collab. d’E. Pascal (dir.), Patronnes et mécènes en France à la Renaissance, Saint-Étienne, Publications de l’Université, 2007, p. 59-99.
- « Histoire d’autrice, de l’époque latine à nos jours », Sêméion : travaux de sémiologie, Université Paris-Descartes, no 6,‎ février 2008 (lire en ligne)
- « Performance du Favori de Mme de Villedieu », dans E. Keller-Rahbé & N. Grande (dir.), Madame de Villedieu et le théâtre, Tübingen, Narr Verlag, « Biblio 17 », 184, 2009, p.147-159.
- avec Perry Gethner, et Henriette Goldwyn (dir), Théâtre de femmes de l'Ancien Régime, Saint-Étienne, Publications de l'Université de Saint-Étienne ; Paris, Classiques Garnier, 2006-2022, 5 vol. ; rééd. Poche Classiques Garnier, 2025.
- Françoise Pascal et Aurore Evain (préf. Aurore Évain), Le vieillard amoureux, Éditions Talents Hauts, coll. « Les plumées », 2020 (ISBN 978-2-36266-360-4)
- En compagnie. Histoire d'autrice de l'époque latine à nos jours, Donnemarie-Dontilly, Éditions iXe, 2019, 118 p. (ISBN 979-10-90062-47-4) (suivi de Sarah Pèpe, Presqu'illes).
- « Théâtre/Public n° 242, janvier-mars 2022 - Institut d’Histoire des Représentations et des Idées dans les Modernités UMR 5317 », sur ihrim.ens-lyon.fr (consulté le 9 février 2024)
- « Se souvenir pour mieux combattre », #MeTooThéâtre, éd. Libertalia, 2022.
- Mary Sidney alias Shakespeare, éditions Talents Hauts, coll. Alias, février 2024.
- Catherine Bernard, Frédéric de Sicile, préface d'Aurore Evain, éd. Talents hauts, mars 2024.

### Écrits et mises en scène
- 1998 : Femmes d’attente, d’Aurore Evain, mise en scène de Stéphan Druet, Bouffon Théâtre (Paris)
- 2010 : Le Lieu perdu, d'après Norma Huidobro, adaptation et mise en scène d’Aurore Evain, Festival Nuits d’Eté Argentines, Hôtel Gouthière (Paris)
- 2015 : Le Favori, de Madame de Villedieu (1665), mise en scène et prologue d’Aurore Evain, créée à la Ferme de Bel Ebat – Théâtre de Guyancourt
- 2018 : À la recherche de la Princesse de Montpensier, conférence-spectacle écrite et mise en scène par Aurore Évain, créée au Théâtre municipal Berthelot de Montreuil
- 2019 : La Folle Enchère de Madame Ulrich (1690), mise en scène d'Aurore Évain, création à la Ferme de Bel Ebat – Théâtre de Guyancourt, Le Vivat – scène conventionnée d’Armentières, Théâtre de l'Épée de Bois - Cartoucherie de Vincennes.
- 2020 : Mary Sidney, alias Shakespeare, spectacle d'Aurore Évain, d'après les recherches de Robin P. Williams, trad. et adaptation d'Aurore Evain avec la collaboration d'Isabelle Gomez, créé au Théâtre des Îlets - CDN de Montluçon
- 2021 : Les Fables de Marie de France, mise en scène d'Aurore Évain, musique d'Isabelle Olivier, trad. Françoise Morvan, création à la Ferme de Bel Ebat – Théâtre de Guyancourt.
- 2022 : Contes des fées, de Marie-Catherine d'Aulnoy (1697), mise en scène d'Aurore Évain, création à la Ferme de Bel Ebat – Théâtre de Guyancourt, Espace Alya - Avignon OFF
- 2024 : Laodamie, de Catherine Bernard (1689), mise en scène d'Aurore Evain, création à la Ferme de Bel Ebat – Théâtre de Guyancourt.